# Alice in Hell
Alice in Hell je debutové album kanadské thrash metalové skupiny Annihilator. Album bylo vydáno v roce 1989. Znovu vydáno bylo dokonce dvakrát. Prvně v roce 1998, kdy byly navíc tři bonusové písničky. Podruhé v roce 2003 v dvoudiskové kompilaci společně s albem Never, Neverland.
Název písně „W.T.Y.D.“ je zkratka, která znamená „Welcome to Your Death“, což česky znamená vítej ve své smrti.

## Seznam písní
1. „Crystal Ann“ (Waters) - 1:40
2. „Alison Hell“ (Bates, Waters) - 5:00
3. „W.T.Y.D.“ (Bates, Waters) - 3:56
4. „Wicked Mystic“ (Waters, Weil) - 3:38
5. „Burns Like a Buzzsaw Blade“ (Bates, Waters, Weil) - 3:33
6. „World Salad“ (Waters) - 5:49
7. „Schizos (Are Never Alone), Pts. 1 & 2“ (Waters) - 4:32
8. „Ligeia“ (Waters) - 4:47
9. „Human Insecticide“ (Bates, Waters) - 4:50
10. „Powerdrain“ (Waters) - 2:49 *
11. „Schiznos (Are Never Alone), Pts. 1 & 2“ (Waters) - 4:18 *
12. „Ligeia“ (Waters) - 4:56 *

Skladby označené hvězdičkou jsou bonusovými skladbami na prvním znovuvydaném albu Alice in Hell.